# フランク・ハッシー
フランク・ハッシー (Francis Valentine Joseph "Frank" Hussey、1905年2月14日 - 1974年12月26日)は、アメリカ合衆国の陸上競技選手。1924年パリオリンピックの金メダリスト。

## 経歴
ハッシーは高校生だった1924年にパリオリンピックに出場。4×100mリレーにローレン・マーチソン、ルイス・クラーク、アルフレッド・リコニーとともにアメリカ代表として出場し、41.0秒の世界新記録で金メダルを獲得しセンセーションを巻き起こした。
パリオリンピックの後、ボストンカレッジに入学。1年生のときから大学のトップ選手として活躍。1925年にはAAU選手権の100ヤード走で優勝を果たす。
しかし、その後のハッシーは、下降線をたどっていく。1928年アムステルダムオリンピックでは100mの金メダル最右翼と目されながらも、アメリカの国内選考会で落選。しかし、オリンピックに出場できることを期待して、アメリカ代表団を乗せた船に忍び込んでまでアムステルダムに向かおうとしたが、密航が判明してしまった。結局再びオリンピックに出場することはできなかった。